# スタパー!!
『スタパー!!』は、2000年10月から2002年3月まで読売テレビで毎週火曜 24時55分 - 25時55分 (JST) に放送された関西ローカルのバラエティ番組。

## 概要
藤井隆とYOUが司会を務めた深夜の公開オーディション番組。
オーディションへの参加者たちはいずれも一般人で、番組は「関西2府4県在住の12歳 - 19歳の男性」を条件としていた。この番組を通じてメジャーになったユニットにRUN&GUNがいる。そのほかに、森本亮治などが一般オーディション組で参加していた。
番組開始前の時期には、藤井による参加者募集のCMが深夜の時間帯を中心に放送されていた。“テレビ東京の『ASAYAN』を意識した吉本興業による関西版”と悪意なく形容されたこともあった。
この番組のコンセプトは、後継番組の『プチドル』へと継承された。なお、同番組は上記と同条件の女性を対象にしていた。

## 企画
- ゴーゴーサカノウエ - サカノウエヨースケ（坂上庸介）がライブを行う。
- トークコーナー - 毎週女性ゲストを招いてトークを行う。
- お仕事報告会
- ミュージシャンへの道